# Монтерей Парк
Монтерей Парк (на английски: Monterey Park) е град в окръг Лос Анджелис в щата Калифорния, САЩ. Населението на Монтерей Парк е 61 096 жители към 1 април 2020 г. Площта му е 19,09 km². Кмет на града към 2025 г. е Вин Т. Нго.
Разположен е на 117 m н.в. ZIP кодовете му са в диапазона 91754 – 91756. Телефонните му кодове са 323 и 626.